# Kabinettpudding
Kabinettpudding ist ein Pudding aus Löffelbiskuits und in Likör mazerierten Dickzuckerfrüchten, Rosinen und Korinthen.
In eine ausgebutterte Charlottenform werden grobe Stücke von Löffelbiskuit gefüllt, gemischt mit einem Salpikon aus unterschiedlichen Dickzuckerfrüchten, Rosinen und Korinthen. Dann wird die Form mit einer süßen Vanille-Eierstichmasse aufgefüllt. Der Pudding wird im Wasserbad langsam pochiert, dann gestürzt und dazu Weinschaumsauce oder Custard gereicht.